# Alan Curtis (Schauspieler)

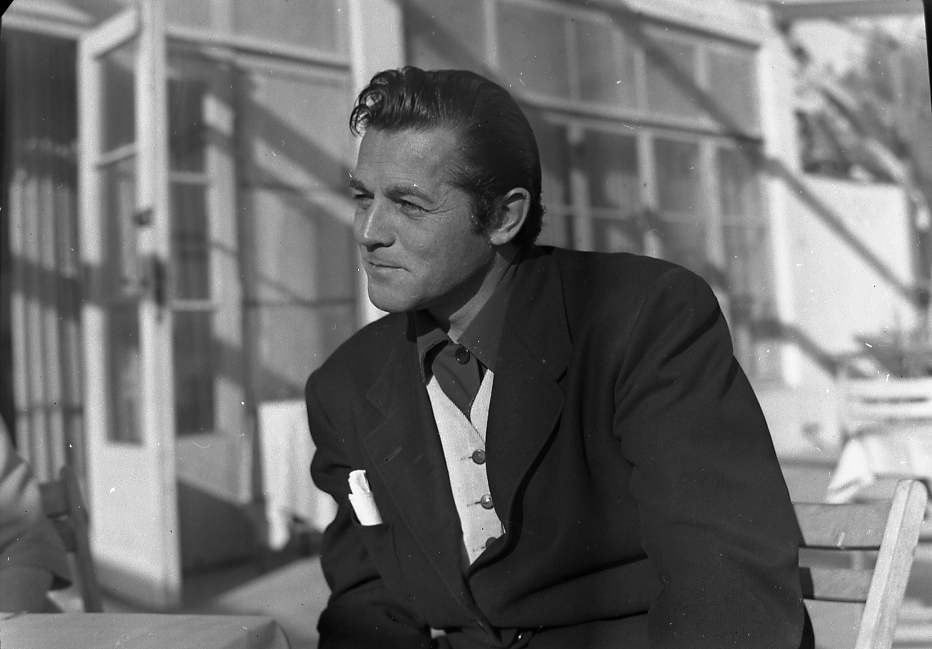
Alan Curtis (1949)

Alan Curtis (* 24. Juli 1909 in Chicago, Illinois als Harry David Bertram Ueberroth; † 2. Februar 1953 in New York) war ein US-amerikanischer Schauspieler.

## Leben
Curtis arbeitete zunächst als Model für Herrenmode, ehe er 1936 sein Debüt als Schauspieler gab und erste kleine Rollen erhielt. Der hochgewachsene, dunkelhaarige Curtis stand zunächst bei Metro-Goldwyn-Mayer unter Vertrag. Nach seiner glaubhaften Darstellung des nichtsnutzigen Ehemannes von Joan Crawford in Mannequin schien er eine erfolgreiche Karriere vor sich zu haben. Die meisten nachfolgenden Filme entsprachen jedoch nicht mehr der Qualität seines ersten Erfolges und im späteren Teil seiner Karriere drehte er überwiegend B-Filme, wobei er sowohl romantische als auch schurkenhafte Charaktere verkörperte. Einer seiner heute bekanntesten Filme ist Entscheidung in der Sierra, in dem er neben Humphrey Bogart einen Gangster spielte. Zu seinen besten Leinwandauftritten gehört seine Darbietung in dem Film Destiny von 1944, der ursprünglich in kürzerer Form als eine Episode für den Film Flesh and the Fantasy vorgesehen war, jedoch herausgenommen wurde. An der Seite von Gloria Jean spielte Curtis einen korrupten Polizisten, der durch die Begegnung mit einem blinden Mädchen eine moralische Läuterung erfährt. Im selben Jahr spielte er in Robert Siodmaks Film noir Zeuge gesucht einen unschuldigen Ingenieur, der wegen Mordes an seiner Frau zum Tode verurteilt wird.
Seine letzte Rolle übernahm Curtis 1951 in der deutschen Filmproduktion Schatten über Neapel unter Regie von Hans Wolff. Unzufrieden mit seiner Karriere zog er sich daraufhin aus dem Filmgeschäft zurück. Am 28. Januar 1953 hatte der 43-jährige Curtis eine routinehafte Nierenoperation, daraufhin erlitt er unerwartet einen Herzstillstand. Er konnte wiederbelebt werden und sein Zustand schien sich zu verbessern, doch fünf Tage später starb er an einem weiteren Herzstillstand. Alan Curtis war insgesamt viermal verheiratet (alle Ehen wurden geschieden), darunter von 1937 bis 1940 mit Priscilla Lawson und von 1941 bis 1942 Ilona Massey.

## Filmografie (Auswahl)
- 1936: Winterset
- 1936: Swing Time
- 1938: Mannequin
- 1938: Engel aus zweiter Hand (The Shopworn Angel)
- 1939: Good Girls Go to Paris
- 1939: Sergeant Madden
- 1939: Damals in Hollywood (Hollywood Calvacade)
- 1941: Buck Privates
- 1941: Die Unvollendete (New Wine)
- 1941: Entscheidung in der Sierra (High Sierra)
- 1943: Hitler’s Madman
- 1943: Unternehmen Donnerschlag (‘Gung Ho!’)
- 1944: Der Unsichtbare nimmt Rache (The Invisible Man’s Revenge)
- 1944: Follow the Boys (als er selbst)
- 1944: Zeuge gesucht (Phantom Lady)
- 1944: Destiny
- 1945: The Naughty Nineties
- 1949: Adlerauge, der tapfere Sioux (Apache Chief)
- 1949: Die Piraten von Capri (I pirati di Capri)
- 1951: Schatten über Neapel